# Зимоніч
Зимо́ніч (Нонателеп, серб. Зимоњић) — село в Сербії, належить до общини Каніжа Північно-Банатського округу автономного краю Воєводина.
Село розташоване на південний захід від містечка Каніжа.

## Населення
Населення села становить 366 осіб (2002, перепис), з них:
- угорці — 54,4%
- серби — 44,7%,

живуть також німці.